# 링컨 엘스워스

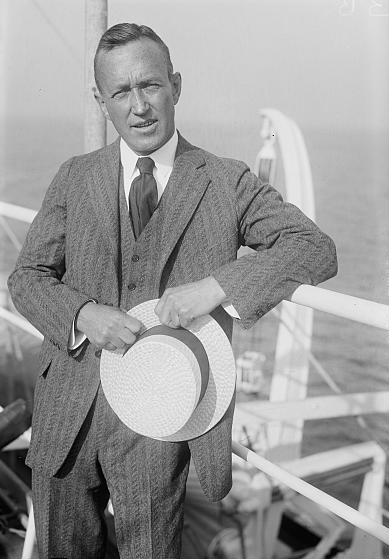
링컨 엘스워스

링컨 엘스워스 (Lincoln Ellsworth, 1880년 5월 12일 ~ 1951년 5월 26일)는 미국 출신의 탐험가이다.

## 탄생
제임스 엘스워스와 에바 프란시스 버틀러의 아들로, 시카고에서 태어났다. 그는 또한 어렸을 때 허드슨에서 살았었다.

## 북극/북극 점 탐험
미국 출신의 부유한 석탄업자였던 링컨 엘스워스의 아버지 제임스 엘스워스는 스발바르 제도에서 북극 점까지 비행하기 위한 로알 아문센의 1925년 시도에 100,000 달러를 소비했다. 그 기선은 그들의 목표에 못미치는 얼음 위로 떨어졌으며, 탐험가들은 표면 위에서 30일을 붙잡혀있었다.
1926년에, 엘스워스는 스발바르 제도에서 알래스카까지 비행에 있어, 이탈리아인 엔지니어 움베르토 노빌레가 설계하고 조정했던 노르게로 극점까지 날아가는 그의 두 번째 시도에 아문센을 동행했다. 5월 12일에, 북극점이 발견되었다. 이것은 최초의 논의의 여지가 없는 목격이었다.

## 남극 탐험
엘스워스는 1933년과 1939년 사이에 4번의 남극행 탐험을 하면서, 그의 비행선을 운송수단으로 사용했으며 그가 그의 영웅의 이름을 따서 와이어트 어프라 명명했던 이전의 노르웨이 청어 보트에 기지를 두었다.
1935년 11월 23일에, 엘스워스는 그가 던디 섬에서 로스 빙붕까지 남극을 가로지는 비행을 했을 때 남극의 엘스워스 산맥을 발견했다. 그는 센티넬 산맥의 이름을 지었으며, 나중에 엘스워스 산맥의 북쪽 절반으로 유명해졌다.
남극에 있는 엘스워스 산과 엘스워스 호, 둘 다 그의 이름을 따서 명명되었다.

## 참고
1. ↑  “HMAS Wyatt Earp”. Sea Power Centre Australia. 2009년 2월 5일에 원본 문서에서 보존된 문서. 2008년 9월 16일에 확인함.